# Bánh quế cuộn
Bánh quế cuộn hay bánh mì cuộn quế đường (tiếng Anh: cinnamon roll) là một loại bánh ngọt hình xoắn ốc vị quế với thành phần chính là bột mì, quế, đường và bơ. Bánh có xuất xứ từ Thụy Điển và phổ biến ở khu vực Bắc Âu, Bắc Mỹ cũng như trên toàn thế giới. Ở Thụy Điển, nó được gọi là kanelbulle, ở Đan Mạch bánh có tên kanelsnegl. Ở Áo và Đức, nó được gọi là Zimtschnecke.

## Hình ảnh

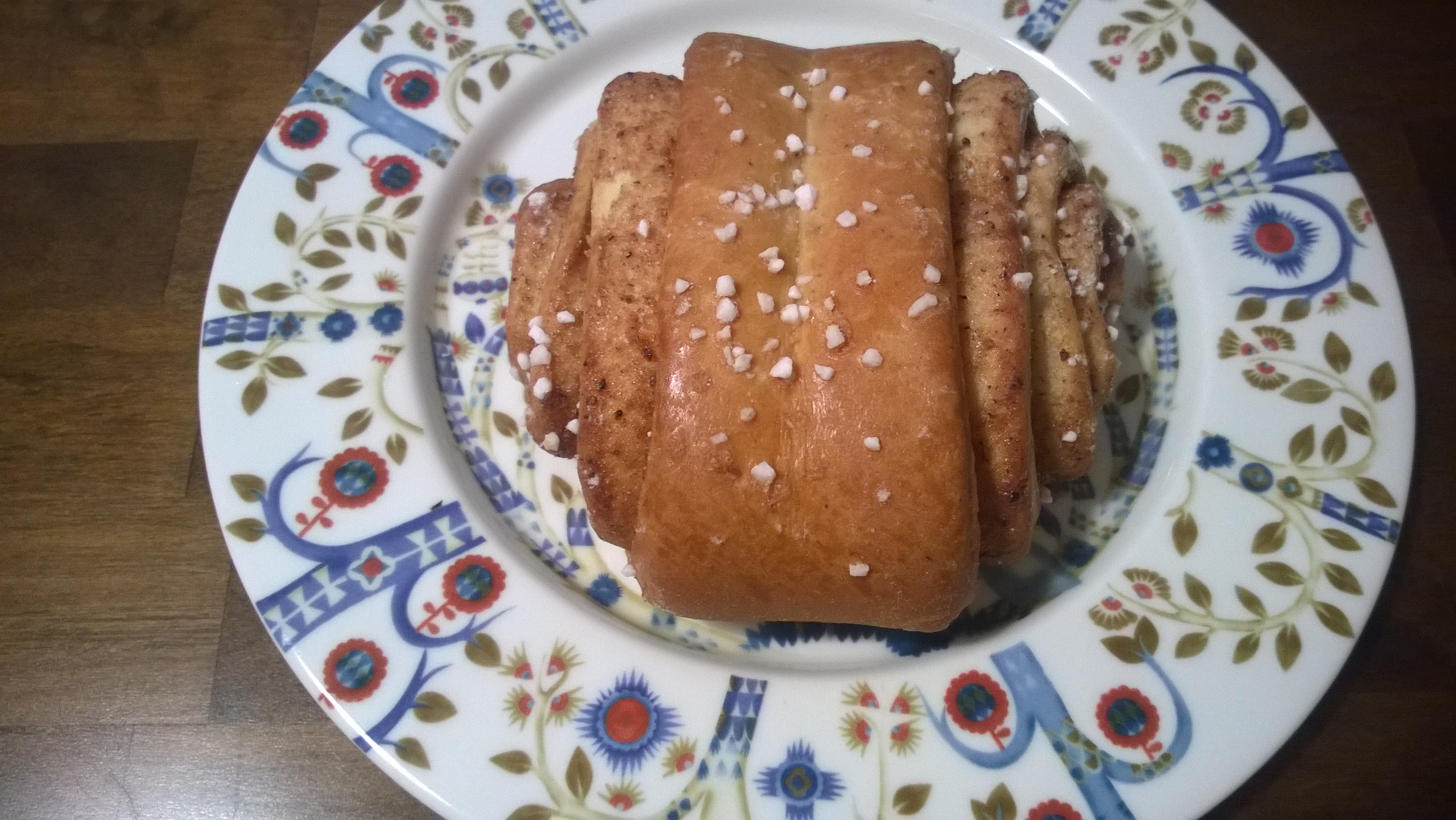
Bánh kiểu Phần Lan, korvapuusti
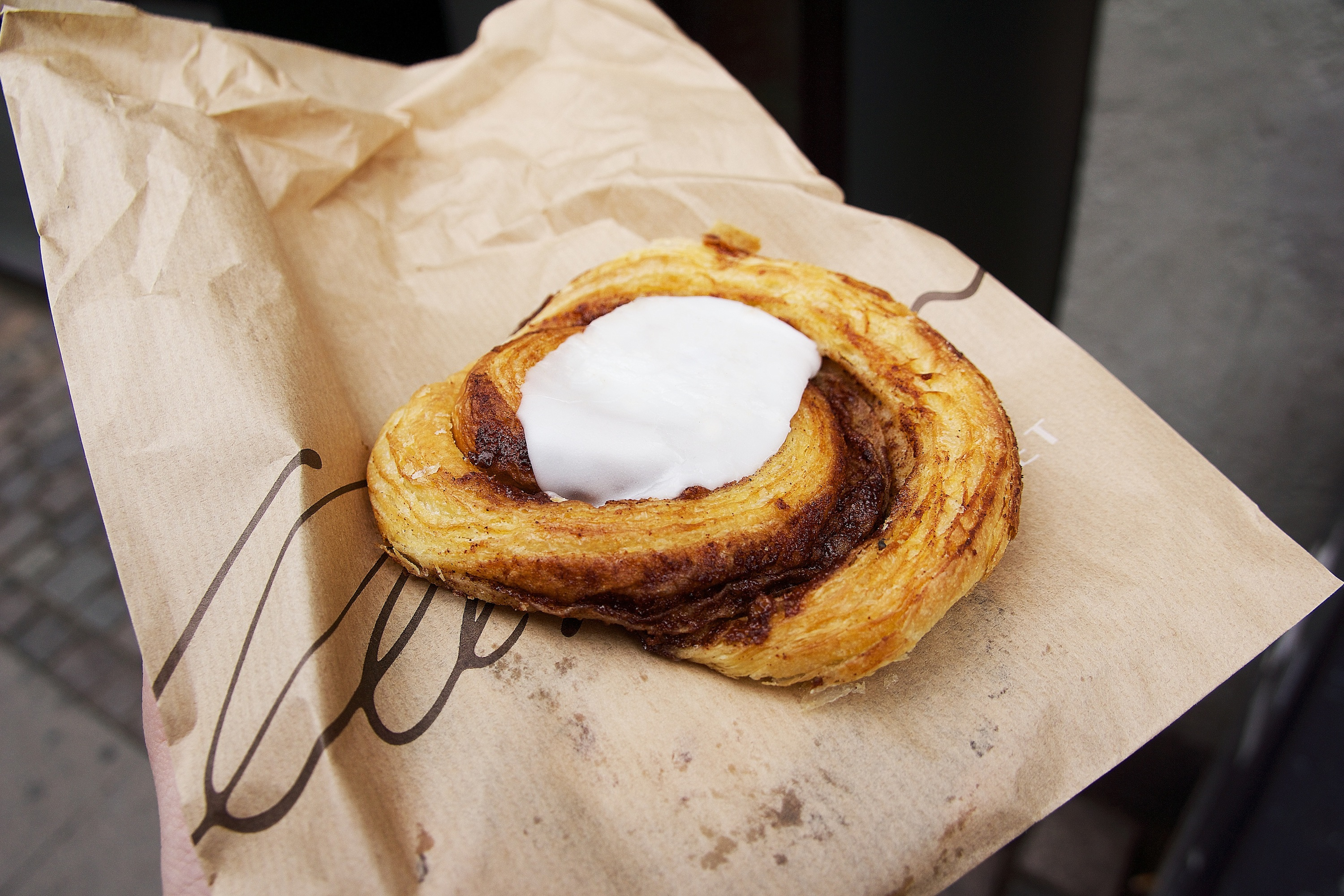
Bánh kiểu Đan Mạch, kanelsnegl
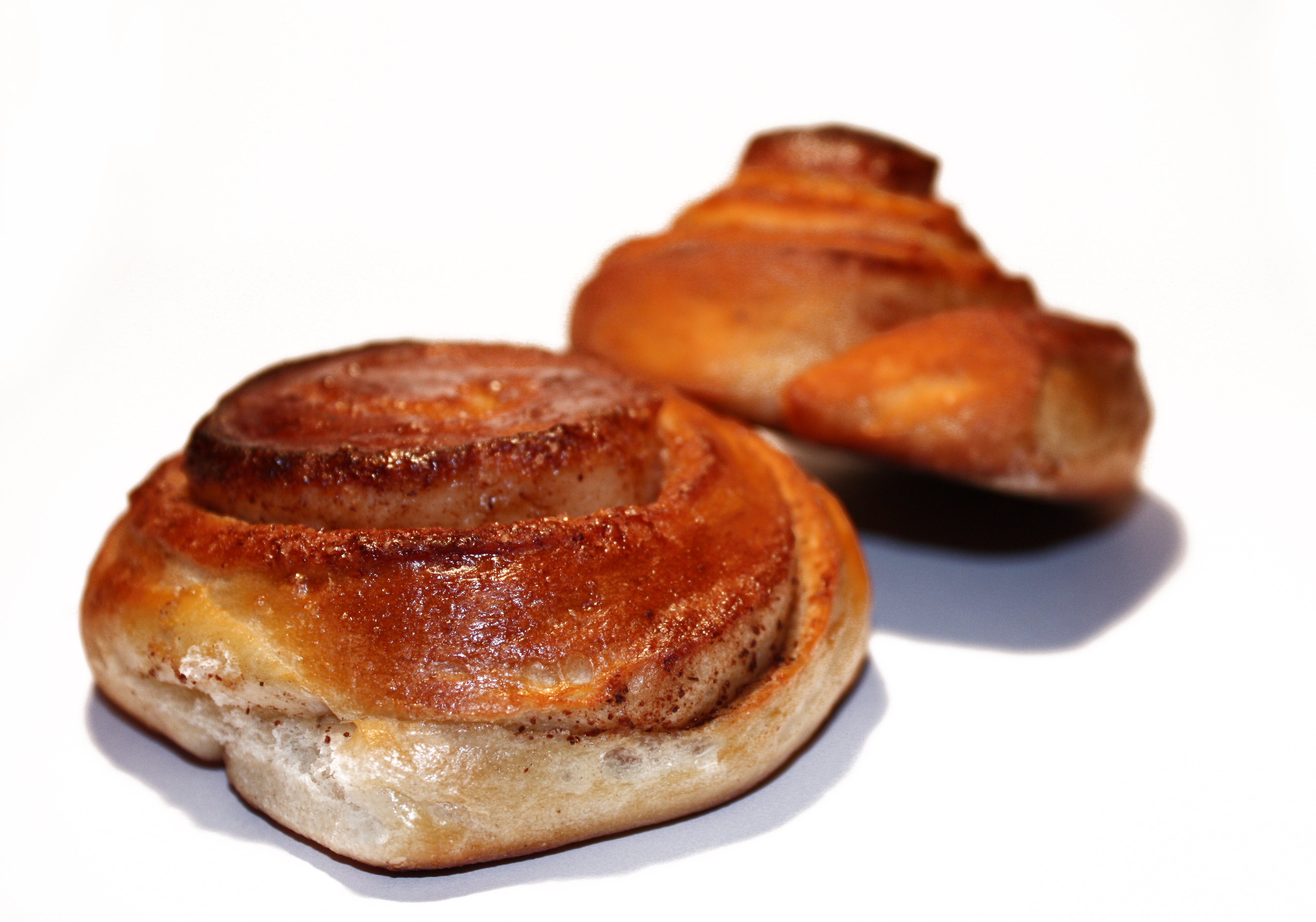
Bánh kiểu Na Uy, skillingsbolle
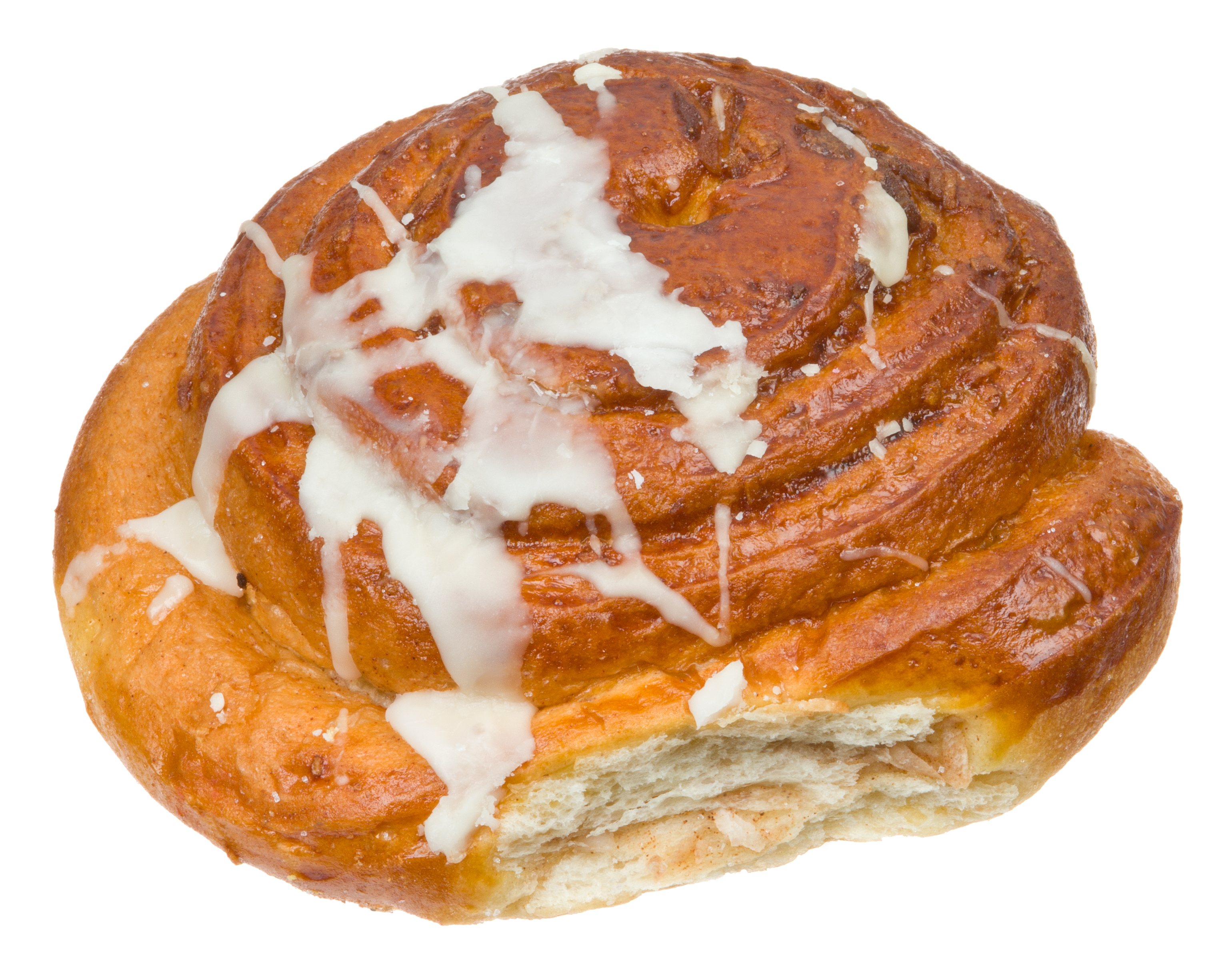
Bánh kiểu Mỹ

Quá trình nướng
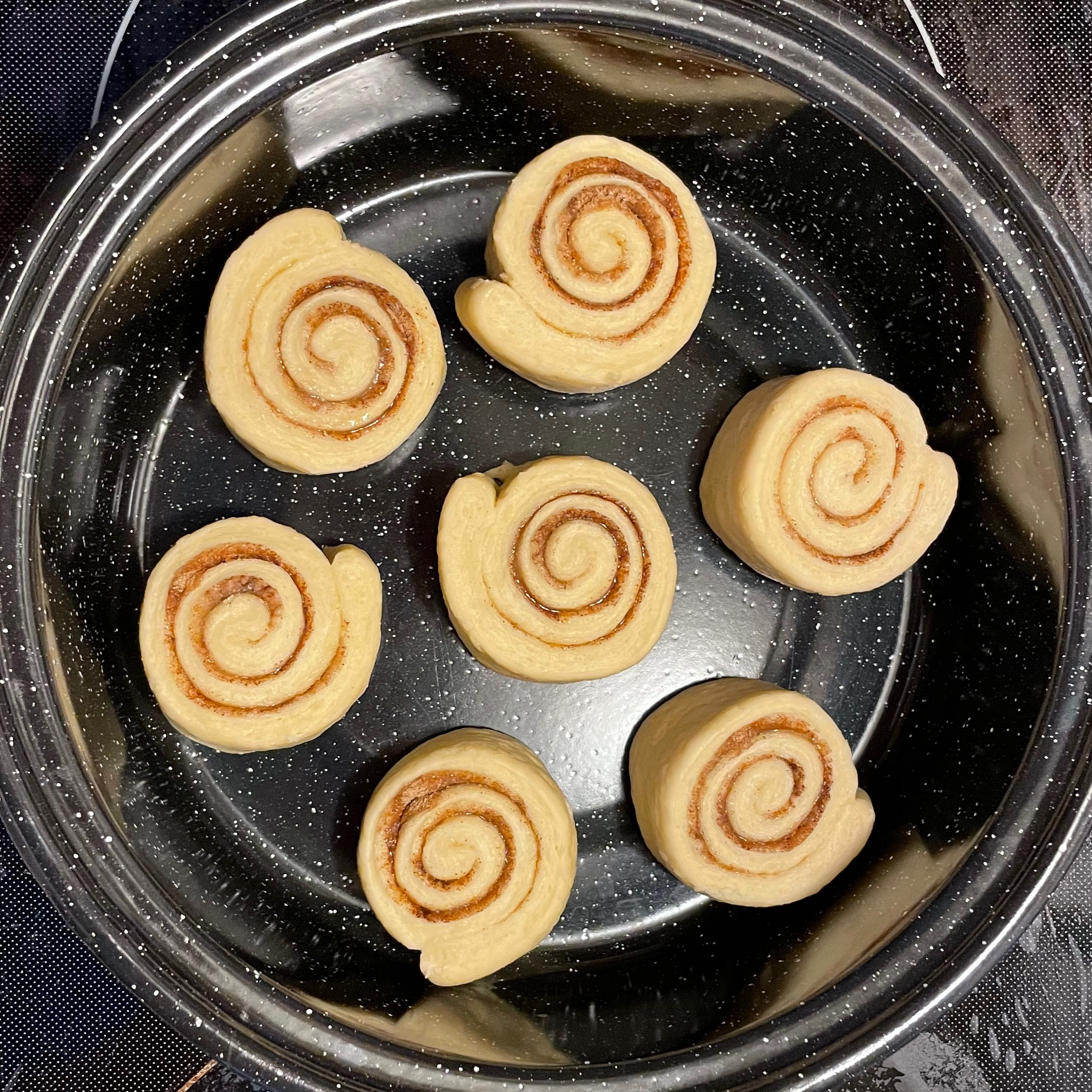
Bánh chuẩn bị nướng
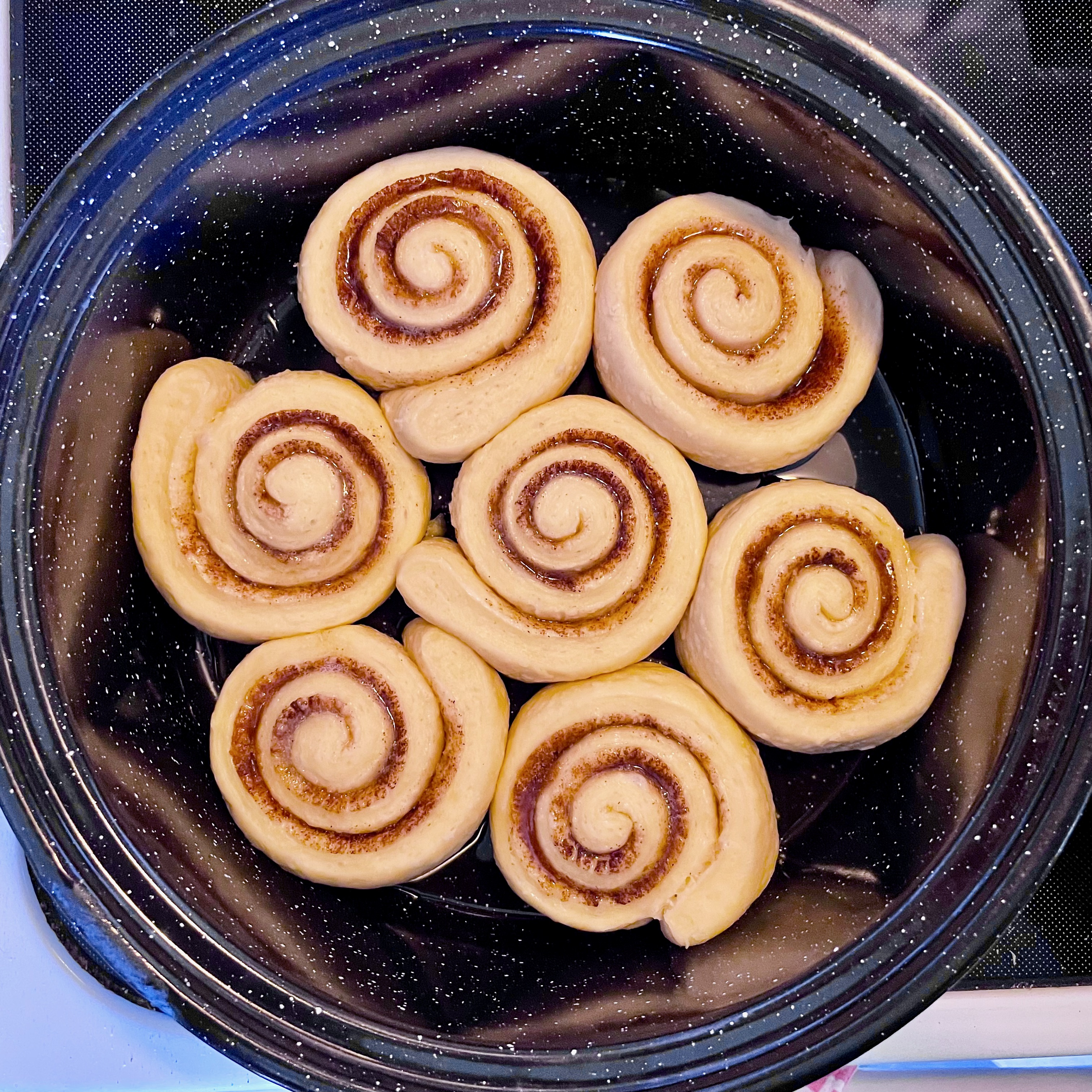
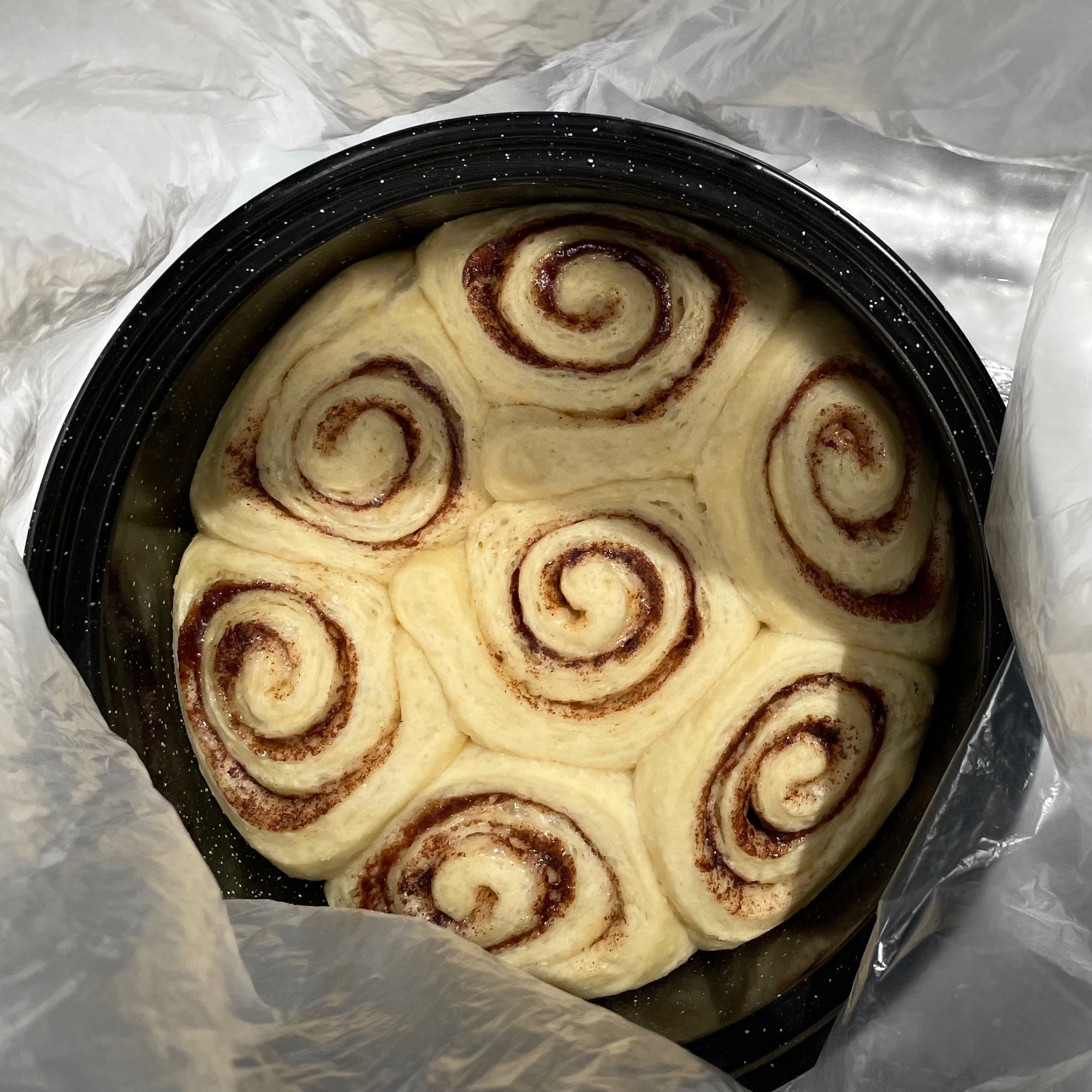
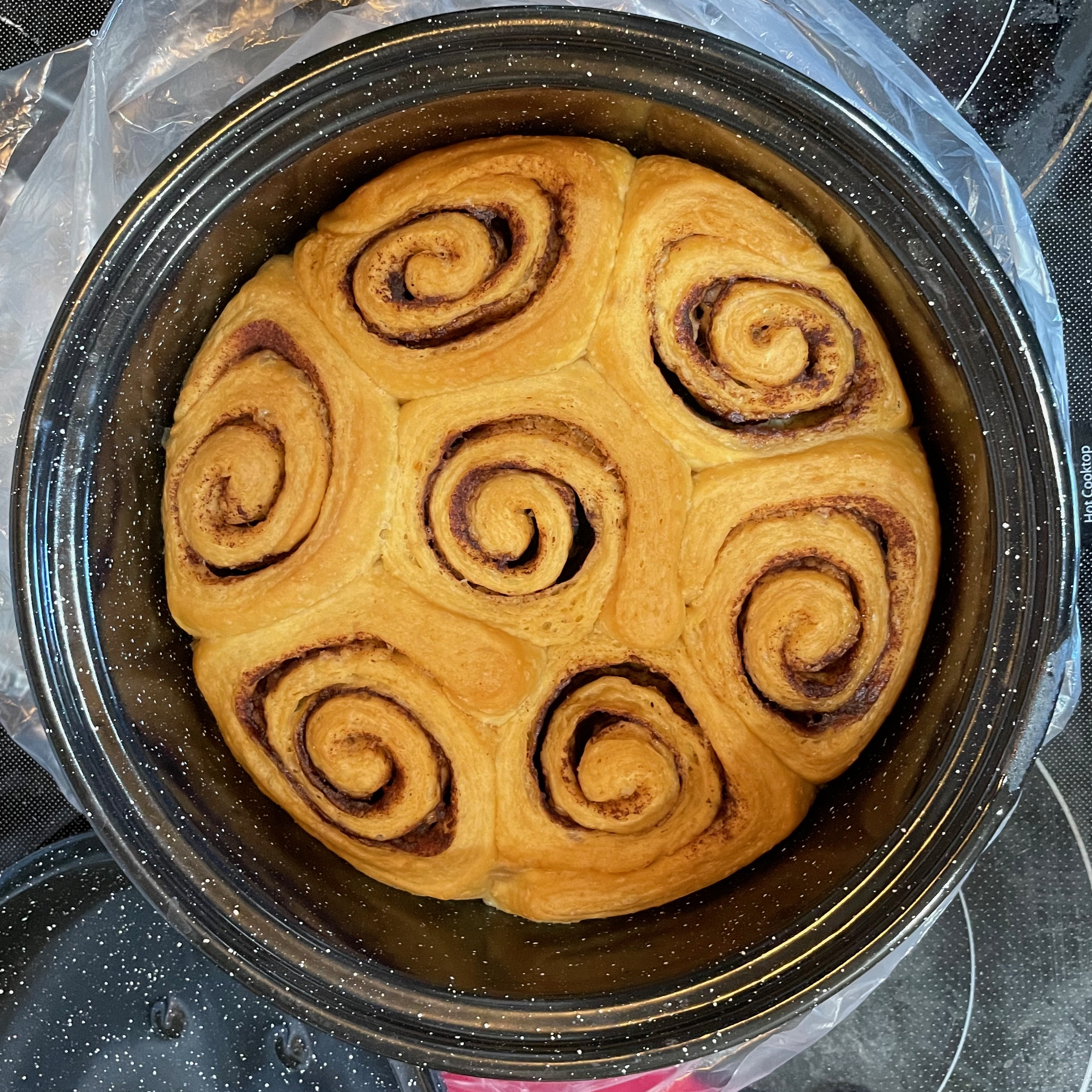
Thành phẩm